# Bubalus
Bubalus es un género de mamíferos artiodáctilos pertenecientes a la subfamilia Bovinae, conocidos vulgarmente como búfalos.

## Especies

### Especies vivientes
- Bubalus arnee
- Bubalus bubalis
- Bubalus mindorensis
- Bubalus depressicornis
- Bubalus quarlesi

### Especies extintas
- Bubalus cebuensis
- Un anoa de montaña (Bubalus quarlesi) en un zoo.Bubalus palaeokerabau
- Bubalus teilhardi
- Bubalus youngi
- Bubalus murrensis
- Bubalus mephistopheles
- Bubalus wansijocki

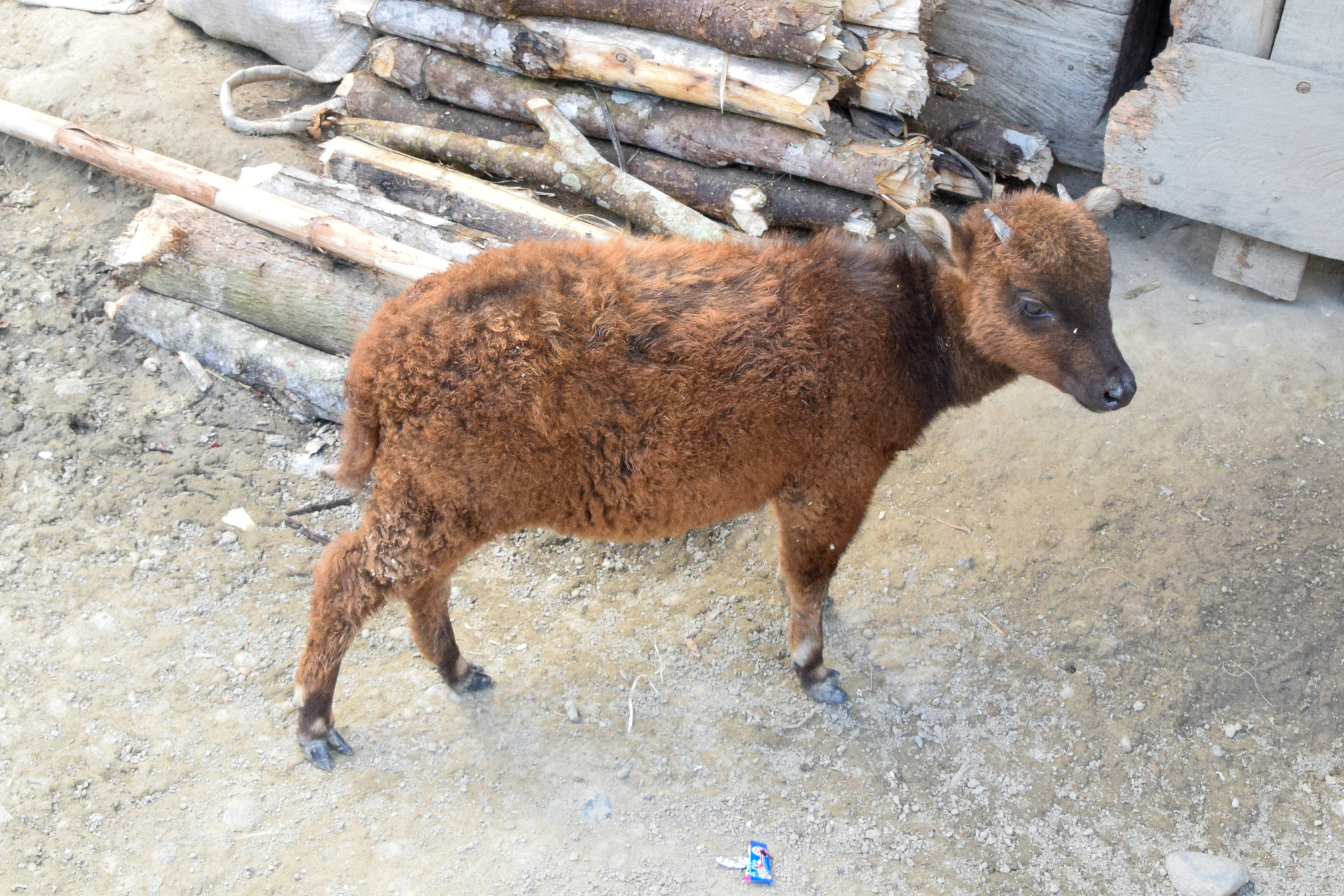
Un anoa de montaña (Bubalus quarlesi) en un zoo.

Algunos zoólogos dividen el búfalo de agua en dos especies: véase Bubalus bubalis.